# أدريان وارد
أدريان وارد (بالإنجليزية: Adrian Ward)‏ هو لاعب كرة قدم أمريكية أمريكي، ولد في 1 يوليو 1982.